# Stefan Dorra
Stefan Dorra (1958) is een Duits spelontwerper. Hij werkte in een tehuis voor lichamelijk gehandicapten, waarna hij een opleiding volgde voor pedagoog, spraakleraar en socioloog. Ondertussen werkte Dorra als gesprekstherapeut met lichamelijke gehandicapte jongeren in een school in Hannover. Naast het bedenken van spellen, ontwikkelt Dorra nieuwe communicatiemiddelen voor mensen die niet kunnen spreken. 
Hij nam deel aan de spellenwedstrijd van de Hippodice Spellenclub. Zo maakte hij kennis met de wereld van de bordspellen. Ook door deelname aan de Gottinger spelauteurs-ontmoetingen kreeg hij meer ervaring met spellen. 

## Ludografie
- Intrige (1994)
- Yucata (1996)
- For Sale (1997)
- Njet! (1997)
- Tonga Bonga (1998)
- Medina (2001)
- Hick Hack in Gackelwack (2001)
- Kreta (2005)
- Amazone (2005)
- Seeräuber (2006)
- Salamanca (2006)
- Apache (2007)
- Make ‘n’ Break Challenge (2009)
- El Paso (2009)
- Shaun - das Schaf Köttelalarm (2009)
- Land in Sicht (2009)
- Schweinebande (2010)